# Español de los negocios
El español de los negocios (ENE, ELE/N, EFE/N) es una especialidad de la enseñanza del español con fines específicos (EFE). El español de los negocios se enseña como lengua extranjera en un contexto profesional concreto que es el mundo de los negocios, la economía, la banca, etc.
En los últimos años ha tenido lugar un desarrollo de la disciplina, que se ha visto reflejado en un considerable aumento en el número de publicaciones, congresos y cursos formativos de especialización para el profesorado.

## Historia y evolución
Alrededor de los años 60 (Hutchinson, 1997, p. 5), e influenciado por el desarrollo de disciplinas como la pragmática, la sociolingüística o la Lingüística Aplicada, apareció lo que algunos han catalogado como un “movimiento pedagógico” (Aguirre, 2011, p. 27) dedicado a la enseñanza de inglés con fines específicos (English for Specific Purposes) y que llevó posteriormente al surgimiento de trabajos, estudios y publicaciones que fueron dando forma a tal disciplina. Esta nueva rama de la enseñanza del inglés dio lugar, en los 70 a dos vertientes, a saber, English for Academic Purposes y English for Occupational Purposes (vertientes que desembocarían en diferentes afluentes como English for Science and Technology, English for Medical Purposes, English for Legal Purposes, English for Business Purposes, etc.).
Por otra parte, la demanda de la enseñanza de ELE ha sufrido un incremento considerable en los últimos años. De acuerdo con diferentes estudios recogidos en los Anuarios del Instituto Cervantes y los estudios de mercado realizados por el ICEX (Instituto Español de Comercio Exterior), hay una tendencia al alza a estudiar la lengua española como segunda lengua o lengua extranjera. Es cada vez mayor el número de países que, no sólo incorpora el aprendizaje de la lengua española a sus sistemas educativos sino que, además, ésta se convierte en una de las principales lenguas estudiadas. La situación predominante del español como una de las lenguas más habladas del mundo hace que no sólo se aprenda por motivos personales sino también por interés profesional o comercial. Esto provoca que aumente también el nivel de exigencia en cuanto a calidad y el número de campos en los que se requiere el aprendizaje de español. No sólo se busca el aprendizaje de la lengua general, sino su dominio en ámbitos más específicos como el académico o el profesional.
Es a raíz de ese ya mencionado movimiento pedagógico de enseñanza de inglés con fines específicos (ESP) y su desarrollo como disciplina, y de la creciente demanda de enseñanza-aprendizaje de Español como Lengua Extranjera (ELE) que profesores y especialistas ven la necesidad de desarrollar y profesionalizar la rama de Español con Fines Específicos (EFE). Al igual que ocurrió con la lengua inglesa, los estudios que surgen empiezan a ramificarse y, en la década de los 80, se diferencia ya entre la enseñanza en Español con Fines Académicos (EFA) y Español con Fines Profesionales (EFP), disciplinas que a su vez sufren numerosas subdivisiones (como ya se mencionará en el apartado 4) y de entre las cuales nace la vertiente de Español de los Negocios (ENE).
Hoy en día se trata de una disciplina totalmente profesionalizada, que cuenta con publicaciones de gran variedad de manuales teóricos y didácticos, certificaciones oficiales, cursos de formación, seminarios, congresos, etc.

## Conceptos fundamentales
ELE: significa ‘Español Lengua Extranjera’ y hace alusión a la enseñanza- aprendizaje del español entre los hablantes no nativos de esta lengua.
Lenguajes con fines específicos, lenguajes especializados, lenguajes de especialidad o tecnolectos: todos estos términos hacen alusión a la variedad lingüística que se utiliza en determinados ámbitos profesionales y académicos. Se trata de un subcódigo dentro de la lengua común o general que se selecciona de acuerdo con unas necesidades expresivas y con el contexto comunicativo. Estas variedades o subcódigos presentan peculiaridades tanto lingüísticas —morfosintácticas, léxicas y discursivas— como paralingüísticas, kinésicas y proxémicas. En cuanto a su función comunicativa se ha dicho que prevalece la función informativa.
EFE (Español con Fines Específicos), es una denominación que se ha ido extendiendo desde finales de los 80 hasta pasar a constituir una de las áreas de más peso en ELE. La primera denominación que obtuvo esta rama de la didáctica de español fue Español comercial, que revela la falta de definición de objetivos concretos.
Dentro de este campo de EFE, se han distinguido dos grandes ramas:
- Español con Fines Profesionales (EFP)
- Español con Fines Académicos (EFA)

EFP es el subcódigo que los hablantes del español seleccionan para llevar a cabo su actividad profesional. Bajo esta denominación se encuadra generalmente la Lengua de la Economía, lengua de carácter técnico y teórico propia de un grupo reducido de especialistas en la materia, y la Lengua de los negocios, subdividida en la lengua de las finanzas y la lengua del comercio, de carácter semitécnico y, en determinadas circunstancias, próximo a la lengua divulgativa y general (Aguirre, 2011, p. 73). Asimismo, se suelen incluir la lengua de la publicidad y la jurídico- administrativa.
El enfoque de la enseñanza del Español de los Negocios (ENE) va orientado a la adquisición y el desarrollo de las competencias necesarias para la comprensión lectora y auditiva, y la expresión, interacción y mediación orales y escritas en un campo de la actividad profesional en el ámbito de los negocios.
En cuanto al Español con Fines Académicos (EFA), se trata de un subcódigo que los hablantes seleccionan para llevar a cabo la actividad académica y formativa. Hace referencia, por tanto a la producción y recepción de un conjunto de textos entre los que se podrían destacar los artículos de investigación, las reseñas, las monografías, las disertaciones, las conferencias, las ponencias o las clases presenciales. Pese al considerable aumento de la demanda de formación en EFA —pensemos en los programas de movilidad estudiantil—, el número de publicaciones, investigaciones y reflexiones teóricas en este campo es mucho menor que en otras áreas de la enseñanza de lenguas de especialidad.

## Enfoques y actividades pedagógicas
En términos generales, la enseñanza de ENE no supone la aplicación de una metodología ajena a la de la enseñanza del español general, si bien es cierto que los métodos que se usan tienen unas características especiales relacionadas con el mundo empresarial. Por tanto, el enfoque que subyace bajo las propuestas didácticas más recientes está orientado a la acción comunicativa, en este caso, dentro de un contexto profesional. La diferencia estriba principalmente en las necesidades del alumnado y esas necesidades son las que determinan el hecho de que las actividades pedagógicas seleccionadas estén relacionadas con el ámbito comunicativo profesional o con el fin específico que persiga el alumnado.
Al igual en la enseñanza general del español, es tarea del profesor la selección de un material didáctico motivador, que esté centrado en el alumno y que le permita tomar conciencia de su propio proceso de aprendizaje. El análisis de necesidades del alumnado por parte del profesor cobra en ENE una gran importancia. La acción comunicativa suele llevarse a cabo a través de distintos métodos de trabajo, a saber, el estudio de casos, las simulaciones, los proyectos y las presentaciones orales.

### Realización de tareas
Al abordar el papel de las tareas en la enseñanza de la lengua, el MCER (2001, p. 155) señala que las tareas forman parte de la vida diaria, entre otros ámbitos, en el profesional. Añade que la realización de una tarea por parte de un individuo supone la “activación estratégica de competencias específicas”, para, en un ámbito determinado, conseguir un objetivo y unos resultados concretos. En la realización de esas tareas, la adquisición del componente lingüístico es esencial, y de ello se ocupan específicamente las llamadas tareas facilitadoras. Juan Lázaro (2004, p. 208) propone algunos ejemplos de tareas para la clase de ENE como montar una empresa, elaborar un informe económico, crear una página web o seleccionar un candidato para el Consejo de Administración.
Será cometido del profesor la selección de tareas útiles y significativas para el alumno teniendo en cuenta sus necesidades.

### Estudio de casos
Según Gabriel Neila (2010), el método del estudio de casos intenta ser un acercamiento a la realidad en la que se desenvuelven todos los días los profesionales. Se trata de un caso real que se lleva al aula para que los alumnos y el profesor lo analicen, lo examinen para, al fin, comprenderlo. Por ello, resulta muy apropiado para introducir cuestiones relativas a las diferencias de cultura empresarial y puede redundar en el desarrollo de la competencia intercultural. En la aplicación de este método los alumnos cuentan con oportunidades para leer, informarse, hablar, negociar, argumentar, redactar, etc. Tanto Aguirre (2011) como Neila señalan la necesidad de una formación y preparación del profesor para llevar a cabo con éxito el estudio de casos.
Suelen llevarse al aula estudios de distintos casos tales como el éxito empresarial del grupo INDITEX, el caso de los Paradores Nacionales, etc.

### Simulaciones o juegos de rol
De acuerdo con Neila (2010), la simulación global consiste en la “reconstrucción en el aula de todos aquellos elementos que definen cierto marco de realidad”. Se da en distintas fases, la primera de las cuales consiste en el establecimiento de un determinado escenario, de unas reglas para actuar en él y de una serie de acciones que van a tener lugar; se crean distintas identidades, cada una de las cuales se asigna a un estudiante y se ofrecen los recursos lingüísticos que los estudiantes van a necesitar para su actuación. Este método resulta también idóneo para introducir el componente intercultural.

### Proyectos
El proyecto es la obtención de un producto o un resultado a través de la realización de una serie de actividades secuenciadas, por ejemplo, en tareas. De acuerdo con la caracterización que hace el Dicicionario de términos Clave ELE, el enfoque por proyectos promueve el aprendizaje participativo, activo y en cooperación; la motivación y la implicación de los aprendientes; la globalidad del aprendizaje y la transversalidad de los contenidos; el desarrollo de conocimientos declarativos e instrumentales; la relación con el contexto social en que tiene lugar el aprendizaje.
Requiere un alto nivel de implicación por parte de los aprendientes, como búsqueda de información y documentación, lo que puede resultar un inconveniente para los estudiantes que no disponen del tiempo suficiente fuera del aula. Sin embargo, como señala Aguirre (2011), el hecho de que los proyectos se puedan adaptar al nivel y al tiempo de que dispongan los estudiantes, supone una inestimable ventaja.

### Presentaciones orales
Como se señala en el MCER (2001, p. 14), las actividades de expresión oral, en concreto las presentaciones orales, tienen una función importante en muchos campos académicos y profesionales, y se les otorga un valor social determinado, pues se hacen valoraciones de la fluidez en la articulación de las mismas. Así, es innegable la importancia de la inclusión de este tipo de actividades en el aula de ENE, si pensamos en situaciones de comunicación a las que se verán enfrentados los aprendientes: presentación de un producto en una feria, presentación de resultados en una reunión, etc. Las presentaciones orales se centran en la actividad comunicativa de la expresión oral, aunque también se puede promover una integración de destrezas, pues requieren una labor de documentación previa y, si se realizan en grupo, una labor de negociación. Además, en la presentación entran en juego otros factores de comunicación no verbal como el paralenguaje, la kinésica y la proxémica.

## Perfiles del profesor y del alumno

### Perfil del profesor
El profesor de ENE es ante todo un profesional a caballo entre el docente de lengua española y el economista para poder aportar a la formación en enseñanza de ELE y EFE, sus conocimientos sobre la cultura empresarial dentro de los ámbitos de economía, finanzas, comercio internacional, administración, protocolo empresarial, etc. El nivel o la profundidad de estos conocimientos añadidos sigue siendo tema de debate y, por tanto, queda a juicio de cada profesional, si bien el cliente-tipo de este tipo de cursos suele valorar muy positivamente la experiencia laboral y el conocimiento que del entorno de trabajo del español como lengua de negocios aporta el docente.

### Perfil del alumno
Es muy común hallarse ante un perfil heterogéneo en la clase de ENE, pues en una misma aula puede haber estudiantes de diferentes edades, nacionalidades, culturas e intereses. Sin embargo, parece haber unos patrones fijos que nos permiten clasificar a los aprendices en tres grupos:
1. Lo que en el Plan Curricular de la Fundación Comillas[7] se denomina “el profesional alumno: un profesional o futuro profesional del área de los negocios”.
2. Estudiantes de español como lengua extranjera que quieren ampliar sus conocimientos del idioma por motivos profesionales.
3. Futuros profesores de ENE: hablantes nativos del español o no nativos pero con gran dominio de la lengua, que poseen ya formación como lingüistas o como economistas y cuya meta es la enseñanza de EFE o ENE.

## La interculturalidad en ENE
El desarrollo de la competencia intercultural se revela como un elemento de especial importancia en el proceso de enseñanza- aprendizaje de ENE. En contextos profesionales, como apuntan Snauwaert y Vanoverberghe, es muy probable que sea más importante no atentar contra las reglas de comunicación intercultural que contra la gramática, dado que lo que hay en juego son asuntos de dinero o contratos.
En los últimos años se ha dedicado especial atención a la formación de profesores en lo relativo a la atención a la competencia intercultural y a la creación de materiales didácticos que atiendan las carencias a este respecto, pues, como se ha demostrado, en contextos profesionales los errores contra un determinado código cultural pueden acarrear consecuencias mucho más desastrosas que los errores de tipo lingüístico.
De acuerdo con Bernd F.W. Springer (2011), el contacto con personas de otras nacionalidades no comporta automáticamente la disminución de prejuicios y una comprensión recíproca. Añade que es muy frecuente que sea a la inversa, pues el conocimiento de determinados estereotipos sobre una cultura puede dificultar las relaciones. Por ello, incluir la interculturalidad en la clase de ENE, conlleva los siguientes beneficios:
- Entender que en su más profunda esencia, la lengua y la comunicación humana tienen un código cultural, es decir, que somos esencialmente seres culturales.
- Entendernos mejor a nosotros mismos y a nuestra propia cultura.
- Entender mejor otras culturas y personas.
- Sentirnos más seguros en el contacto con personas de otra cultura.
- Tener más éxito en la comunicación privada y profesional.
- Revisar prejuicios y superar visiones estereotipadas.

Blanca Aguirre (2011, p. 121) alude a la importancia que ha adquirido el desarrollo de la consciencia intercultural en el proceso de aprendizaje de ENE por cuestiones como la internacionalización de empresas y el consiguiente aumento de negociaciones internacionales; los procesos de fusiones y adquisiciones de empresas, el márketing y la publicidad internacional, así como el fenómeno de la expatriación de las empresas.
Vande Casteele (2005, p. 656) destaca la importancia de preparar a los alumnos para actuar con eficacia en situaciones profesionales interculturales. Para ello, se ha de presdisponer al aprendiente a ver la diversidad como algo positivo que no entorpezca las relaciones sociales y profesionales. Autores como Wessling (2009) han propuesto una tipología de actividades que cubrirían este aspecto. Este autor las secuencia en las siguientes fases: actividades de percepción, muy útiles y rentables porque a través de tareas cortitas y sencillas pueden salir a colación las diferentes perspectivas que los miembros de distintas culturas tienen de una misma realidad; actividades de formación de conceptos, porque es importante saber la carga cultural de las palabras de la lengua meta y evidencian la insuficiencia de la traducción de las mismas para conocer su significado. En las actividades de comparación se analizan y se comentan los estereotipos que se tienen sobre las distintas culturas para verificarlos o refutarlos. Puede resultar muy motivador porque en muchos casos el aprendiente se ha formado ideas, percepciones o juicios propios, y con este tipo de actividades se contrastarán con otros puntos de vista. Asimismo, menciona actividades que trabajan contenidos y estrategias pragmáticas, encaminadas a propiciar el éxito conversacional.

## Certificaciones oficiales
Certificados de la Cámara de Comercio e Industria de Madrid en colaboración con la Universidad de Alcalá (desde 1995):
- Certificado Básico de los negocios
- Certificado Avanzado de los negocios
- Diploma de los negocios